# Xã Nottingham, Quận Wells, Indiana
Xã Nottingham (tiếng Anh: Nottingham Township) là một xã thuộc quận Wells, tiểu bang Indiana, Hoa Kỳ. Năm 2010, dân số của xã này là 1.062 người.